# Hypopygus neblinae
Hypopygus neblinae är en fiskart som beskrevs av Mago-leccia, 1994. Hypopygus neblinae ingår i släktet Hypopygus och familjen Hypopomidae. Inga underarter finns listade i Catalogue of Life.